# Antennella tubulosa
Antennella tubulosa is een hydroïdpoliep uit de familie Halopterididae. De poliep komt uit het geslacht Antennella. Antennella tubulosa werd in 1894 voor het eerst wetenschappelijk beschreven door Bale. 